# 宋純仁
宋純仁（1517年—1587年），字孝甫，號濂川，南直隸蘇州府長洲縣人，明朝政治人物。明末殉國御史宋學朱曾祖，清初大學士宋德宜高祖。

## 生平
宋純仁來自蘇州長洲宋氏家族。祖父宋㫤（字啟明，號守恬），父宋泰（字克貞，號坦菴，1485-1554）為葑溪支始祖，蘇州府庠廩貢生，嘉靖年間任黃陂縣教諭。母王氏。宋純仁為宋泰長子，蘇州府庠生，嘉靖二十八年（1549年）己酉科應天鄉試舉人，隆慶五年（1571年）任湖廣武岡州知州，任內斷案清明，修建橋梁，重修學宮廟祠，刻孝行圖教化鄉民等等，政事精詳，為士民所紀念，萬曆三年（1575年）升江西九江府同知，任內巡城捕盜，清釐九江衛軍屯，開鑿義井，有治才政聲，升南京刑部山東司郎中，誥封奉政大夫，十三年（1585年）致仕歸里，十五年（1587年）秋卒於家，墓誌銘由蔣夢龍撰寫，前九江府推官馬貫書丹。宋純仁著有《武岡自記》一卷與《九江府政績自記》一卷，收錄於《長洲宋氏世譜》第四卷政績篇中。

## 家庭
夫人為庠生鄒陽邑女；繼妻水氏。有五子：宋道明、宋道成、宋道光、宋道充及宋道遠。還有四女：長女嫁袁平；次女嫁皇甫昭；三女嫁徐本仁；四女嫁張鳳翼次子張玄宿。曾孫宋學朱支為長房宋道明之後。